# Gunter Rettner

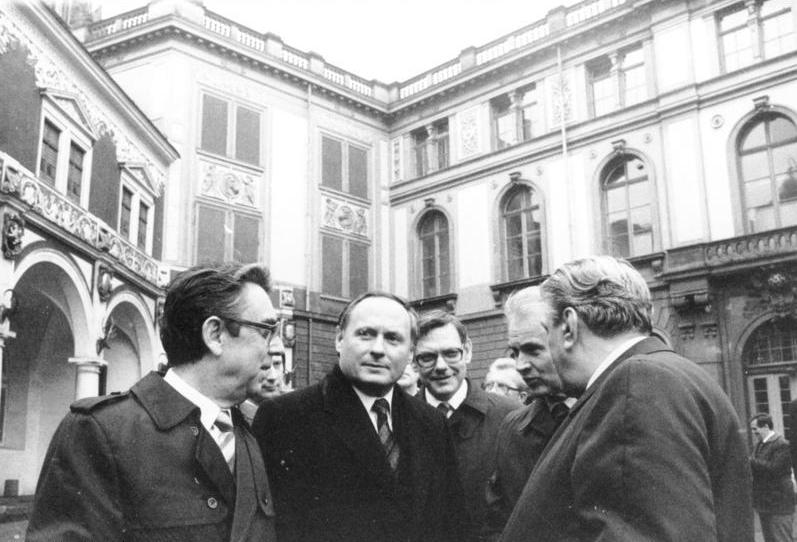
Im Stallhof in Dresden 1985 (von links nach rechts): Herbert Weiz, Oskar Lafontaine, Gunter Rettner, Hans Modrow und Gerhard Schill

Gunter Rettner (* 28. Januar 1942 in Zeitz; † 11. Dezember 1998 in Finowfurt) war ein deutscher FDJ-Funktionär und SED-Funktionär.

## Leben

### FDJ-Funktionär
Der Sohn eines Industriekaufmanns und einer Schneiderin absolvierte nach dem Besuch der Grundschule und der Oberschule eine Lehre als Maurer in Zeitz und Gera und war anschließend einige Zeit in diesem Beruf tätig. Zu Beginn der Lehre trat er 1956 in die FDJ ein, war zwischen 1962 und 1964 Sekretär der FDJ-Kreisleitung Gera-Stadt und wurde in dieser Zeit 1963 Mitglied der SED. Von 1964 bis 1965 studierte er an der Komsomol-Hochschule in Moskau und war nach seiner Rückkehr bis 1968 Sekretär für Agitation und Propaganda der FDJ-Bezirksleitung Gera. Bereits in dieser Zeit hatte er Kontakte zu Vertretern der Sozialistischen Jugend Deutschlands – Die Falken. Im Anschluss war er zunächst Stellvertretender Leiter der Abteilung Zentral Arbeitsgruppe (ZAG) im Zentralrat der FDJ und absolvierte danach von 1971 bis 1974 ein Studium an der Parteihochschule der KPdSU in Moskau, das er mit dem akademischen Grad eines Diplom-Gesellschaftswissenschaftlers abschloss.
Nach seiner Rückkehr in die DDR war er zunächst bis 1975 Leiter der Abteilung ZAG im Zentralrat der FDJ und dann im Anschluss bis 1983 Sekretär für Westarbeit und Mitglied des Büros des Zentralrates der FDJ, gehörte damit dem obersten Führungsgremium des Jugendverbandes der SED an und war zugleich einer der engsten Mitarbeiter des damaligen 1. Sekretärs des Zentralrates, Egon Krenz. 1975 wurde er außerdem als Vertreter der FDJ Mitglied im Präsidium des Friedensrates der DDR.
Nach seinem Ausscheiden aus der FDJ wurde er 1983 zuerst Stellvertretender Leiter der Abteilung West des ZK der SED, die 1984 in Abteilung für Internationale Politik und Wirtschaft (IPW) umbenannt wurde.

### ZK-Abteilungsleiter für Westpolitik
Auf dem 11. Plenum des ZK wurde er im November 1985 wurde er schließlich als Nachfolger von Herbert Häber selbst Leiter der Abteilung für Internationale Politik und Wirtschaft des ZK der SED.
Auf dem XI. Parteitag der SED wurde er im April 1986 zunächst Kandidat und dann 1988 Mitglied des ZK der SED, dem er bis zum 3. Dezember 1989 angehörte. 1989 war er für kurze Zeit als Nachfolger von Julius Cebulla auch Leiter der ZK-Abteilung für Verkehr.
Als Abteilungsleiter für Internationale Politik und Wirtschaft hatte er in den folgenden Jahren maßgebliche Kontakte in die Bundesrepublik Deutschland, zur SEW und zu führenden Politikern der SPD wie Gerhard Schröder, Anke Fuchs, Peter Glotz sowie besonders Oskar Lafontaine und insbesondere auch aus dem Landesverband Berlin. 1984 war er zunächst „Beobachter“ und dann 1988 schließlich sogar „Gast“ auf den Landesparteitagen der SPD Berlin. Daneben fanden aber auch regelmäßige Gespräche mit Politikern der CDU und CSU statt.
Als der für die Westpolitik zuständige ZK-Abteilungsleiter verfasste er im März 1987 einen Bericht an Erich Honecker über ein Treffen mit Harry Ristock, dem linken Urgestein aus der Berliner SPD. Die beiden waren in West-Berlin zusammengetroffen, um die alljährliche Gesprächsrunde zwischen Vertretern des SED-Zentralkomitees und der Berliner SPD-Führung vorzubereiten. Doch Ristock schilderte erst einmal die Diskussion im Parteivorstand der SPD über die gerade verlorene Bundestagswahl. Es gehe nun darum, schnellstens „die Partei für mögliche Koalitionspartner außerhalb der CDU/CSU zu öffnen und mit Oskar Lafontaine 1991 die Mehrheit zu gewinnen“. Oskar Lafontaine sei der Favorit von Willy Brandt und gewissermaßen als „Doppel-Enkel“ auch „ein Enkel von Erich Honecker“. Beide kämen hervorragend miteinander aus, und „es wäre ein Segen für beide Parteien und Staaten, wenn Erich Honecker noch lange Generalsekretär bleiben und Oskar Lafontaine neuer Parteivorsitzender werden würde“.
Im Herbst 1987 kam es zu einem Treffen mit einem weiteren Spitzenpolitiker der SPD, dem Mitglied des Deutschen Bundestages und außenpolitischen Sprechers der Partei, Karsten Voigt. Dieser übergab Rettner Kopien von NATO-Analysen und Thesenpapieren – noch bevor sie in der Nordatlantischen Versammlung (heute: Parlamentarische Versammlung der NATO) abschließend beraten und verabschiedet worden waren. Dies belegt ein internes SED-Protokoll vom 27. Oktober 1987. Erkennbar stolz auf seine exklusive Beschaffung, schickte Rettner Voigts Schriftstücke mit „sozialistischen Grüßen“ an Politbüro-Mitglied Egon Krenz. Die Inhaltsverzeichnisse der Dokumente verdeutlichen, was Voigt dem Genossen Rettner, in die Hand gedrückt haben muss. Der „Entwurf eines Berichts“ aus dem Unterausschuss „Konventionelle Verteidigung – Neue Strategien und operationelle Konzepte“, geschrieben im September 1987, schildert unter anderem die „Konzepte des Luft- und Bodenkriegs“, das „Modernisierungsprogramm“ der chemischen Waffen sowie die „nukleare Schwelle“ bei der Verteidigungsstrategie „Follow-on-Forces-Attack“, kurz FOFA.
Als Oskar Lafontaine Ende November 1987 wie andere westdeutsche Politiker gegen die Durchsuchung und Festnahme von sieben Mitarbeitern der Umwelt-Bibliothek der Zionskirche (Berlin) durch das Ministerium für Staatssicherheit protestierte, fürchtete Honecker einen „Richtungswechsel“ Lafontaines. Daher stattete Rettner Lafontaine in der Saarbrücker Staatskanzlei einen Besuch ab und kam im Gespräch mit Lafontaine alsbald zur Sache. Er verbat sich jede „Einmischung in die inneren Angelegenheiten“, nannte die Festgenommenen „Leute“, die „gegen die Gesetze der DDR handelten“, und warb anschließend „für ein realistisches Herangehen an die Normalisierung der Beziehungen zwischen beiden deutschen Staaten“. Dann folgte der entscheidende Satz: „Umgekehrt habe ja auch Lafontaine davon profitiert, dass die Beziehungen DDR–Saarland besonders gut sind.“ In dem Protokoll, das Rettner anschließend für das Politbüro anfertigte, hieß es, Lafontaine habe „sichtlich betroffen“ erwidert, es sei „niemals seine Absicht“ gewesen, „die Politik Erich Honeckers zu diskreditieren“, er habe seine Erklärung „in erster Linie aus innenpolitischer Sicht“ abgegeben. Dann fügte der SPD-Politiker hinzu, er habe zu dem SED-Generalsekretär „tiefes Vertrauen“.
Im April 1988 nahm Rettner neben Egon Krenz, dem damaligen Sekretär der ZK der SED für Sicherheitsfragen, Jugend und Sport, an einem Treffen mit dem Leiter der Ständigen Vertretung der Bundesrepublik Deutschland bei der DDR, Hans Otto Bräutigam, teil, in dem es um den Jugend- und Sportaustausch zwischen BRD und DDR ging.
Am 1. Oktober 1989 erhielt er ein Schreiben des damaligen Vorsitzenden der Sozialistischen Einheitspartei Westberlins (SEW), Dietmar Ahrens, in dem dieser ihm von einem Gespräch zwischen dem Regierenden Bürgermeister von Berlin Walter Momper und dem Leiter der Internationalen Abteilung des ZK der KPdSU, Walentin Falin, berichtete. Darin äußerte Momper Gerüchte über einen Massengrenzdurchbruch in der DDR im Rahmen der 40. Jahrfeier der DDR.
Aufgrund seiner engen Verbindungen zu Krenz wurde Rettner von diesem im Rahmen einer „Verjüngung“ im Oktober 1989 neben Wolfgang Herger, Günther Jahn, Hartmut König, Helga Labs, Hans Modrow, Erich Postler, Wilfried Poßner, Hans-Joachim Willerding und Eberhard Aurich sogar für eine Mitgliedschaft im Politbüro der SED vorgesehen.
Mitte November 1989 traf Rettner sich mit dem Bundesschatzmeister der CDU Walther Leisler Kiep zur Vorbereitung eines Treffens mit dem Chef des Bundeskanzleramtes, Rudolf Seiters. Ein Gesprächsprotokoll vom 16. November 1989 bestätigt, dass die Kohl-Regierung auch unter Krenz auf den Fortbestand des SED-Staates setzte. Bonn war bereit, den angeschlagenen Genossen mit umfangreichen Hilfsmaßnahmen beizustehen. In einem vierstündigen Gespräch am 15. November 1989 im Ost-Berliner Palast-Hotel sollten Rettner und Kiep einen Besuch von Kanzleramtschef Seiters vorbereiten.
1990 war Rettner neben Hartmut König, einem weiteren ehemaligen Sekretär des Zentralrates der FDJ, Mitarbeiter von Egon Krenz an dessen Buch „Wenn Mauern fallen. Die friedliche Revolution. Vorgeschichte – Ablauf – Auswirkungen“.
Später war er neben Klaus Eichler und Frank Bochow, ebenfalls frühere Funktionäre der FDJ, Gesellschafter der Touristik-Union-Kontakt International GmbH (TUK), einer Firma, die ihr Vermögen aus dem Besitz der SED bezog.

## Auszeichnungen
Für seine Verdienste in der FDJ und der SED erhielt er 1977 den Vaterländischen Verdienstorden in Bronze und 1983 in Silber.